# Torneo de fútbol croata
Torneo de fútbol croata (croata: Hrvatski nogometni turnir, inglés: Croatian Soccer Tournament), del nombre anterior Torneo de fútbol australiano-croata (croata: Australsko-hrvatski nogometni turnir, inglés: Australian-Croatian Soccer Tournament), es un torneo anual organizado por la Federación Croata de Fútbol de Australia y Nueva Zelanda, una organización fundada en 1974. La inspiración para el torneo provino de los ejemplos exitosos en América del Norte con el Torneo de Fútbol Croata-Norteamericano fundado en 1964 y el Torneo de Fútbol Croata de la Costa Oeste. Torneo de Fútbol fundado en 1973.
El Torneo comenzó en 1974 con un evento de prueba celebrado en Melbourne, donde participaron seis clubes de fútbol en el campo de Melbourne Croacia, Montgomery Park en Essendon. Seis clubes participaron en el torneo.
El primer torneo oficial se celebró en 1975, fue organizado por Sydney Croacia y ganó el Canberra FC, que derrotó al Sydney Croacia por 3-1 en la final. El Torneo se ha convertido en el torneo de fútbol étnico más grande y antiguo de Australia, y se ha celebrado en todos los estados y territorios excepto en el Territorio del Norte. También tiene el honor de ser la competición nacional de fútbol más antigua que aún se celebra en Australia.